# Parafia Zaśnięcia Najświętszej Maryi Panny w Dubinach
Parafia Zaśnięcia Przenajświętszej Bogurodzicy – parafia prawosławna w Dubinach, w dekanacie Hajnówka diecezji warszawsko-bielskiej.
Na terenie parafii funkcjonują 3 cerkwie i 1 kaplica:
- cerkiew Zaśnięcia Najświętszej Maryi Panny w Dubinach – parafialna
- cerkiew św. Proroka Eliasza w Dubinach – cmentarna
- cerkiew Świętych Braci Machabeuszy w uroczysku Krynoczka – sanktuarium
- kaplica św. Tomasza w Dubinach – cmentarna

Celem pielgrzymek prawosławnych jest znajdujące się na terenie parafii, uważane za cudowne źródełko Krynoczka. Przy źródełku, oprócz cerkwi, znajduje się też wolnostojąca drewniana kapliczka z 1848.
Murowany grobowiec Bazylewskich z 1898 pełni funkcję kaplicy cmentarnej (pod wezwaniem św. Tomasza).

## Historia
W 1900 parafia należała do dekanatu Kleszczele w nowo powstałej eparchii grodzieńskiej. Na obszarze parafii leżały wsie Bielszczyzna, Dubiny, Hajnówka – obecnie miasto, Kotówka, Leśna – obecnie dzielnica Hajnówki, Lipiny, Nowosady i Orzeszkowo.
Na obszarze parafii leżą miejscowości: Dubiny, Bielszczyzna, Lipiny, Kotówka, Nowosady, Postołowo i uroczysko Krynoczka.

## Wykaz proboszczów
- 1964–1996 – ks. Bazyli Szklaruk
- 1996–1999 – ks. Witalis Gawryluk
- 1999–2009 – ks. Bazyli Niegierewicz
- 2009–2018 – ks. Mikołaj Kulik
- od 2018 – ks. Andrzej Busłowski[3][4]

## Galeria

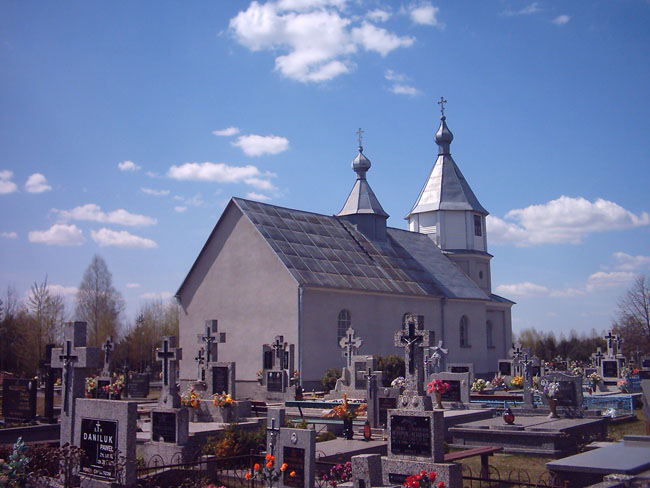
Cmentarz parafialny w pobliżu Skryplewa, w głębi cerkiew św. Proroka Eliasza z 1975–1976
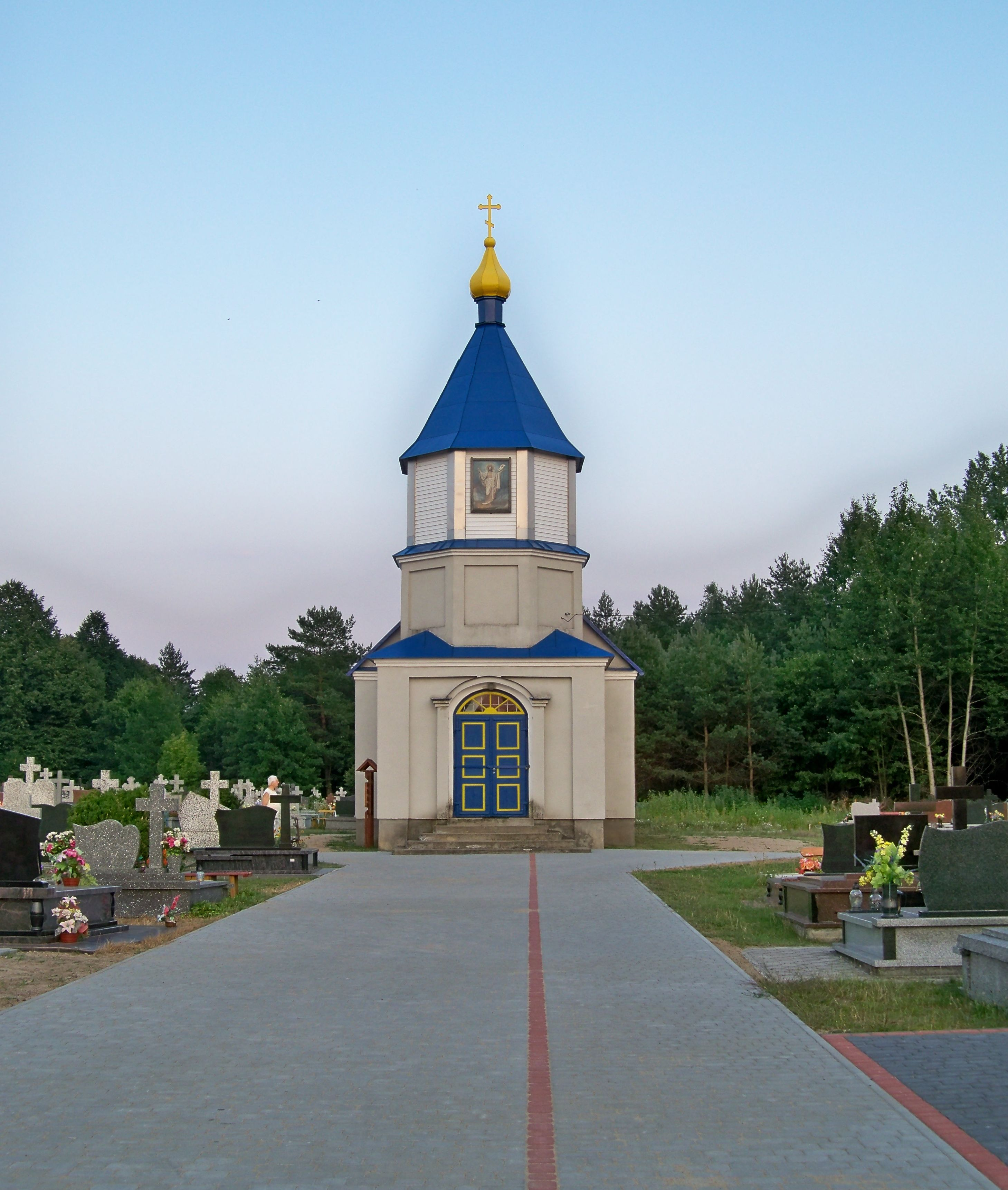
Cerkiew cmentarna św. Proroka Eliasza od frontu (po remoncie)
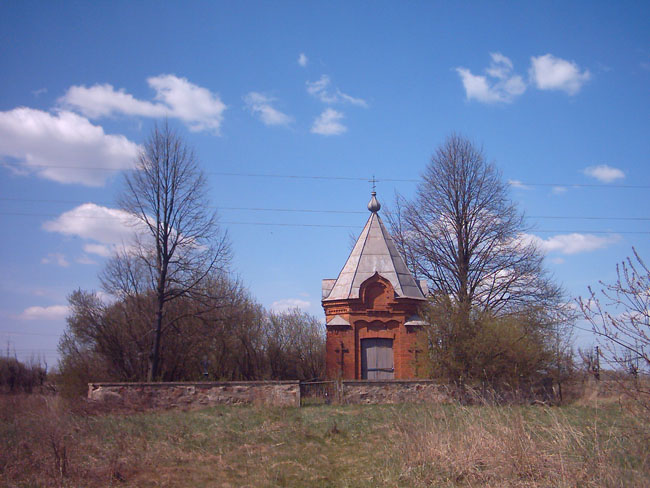
Grobowiec Bazylewskich w Dubinach (kaplica św. Tomasza) z 1898
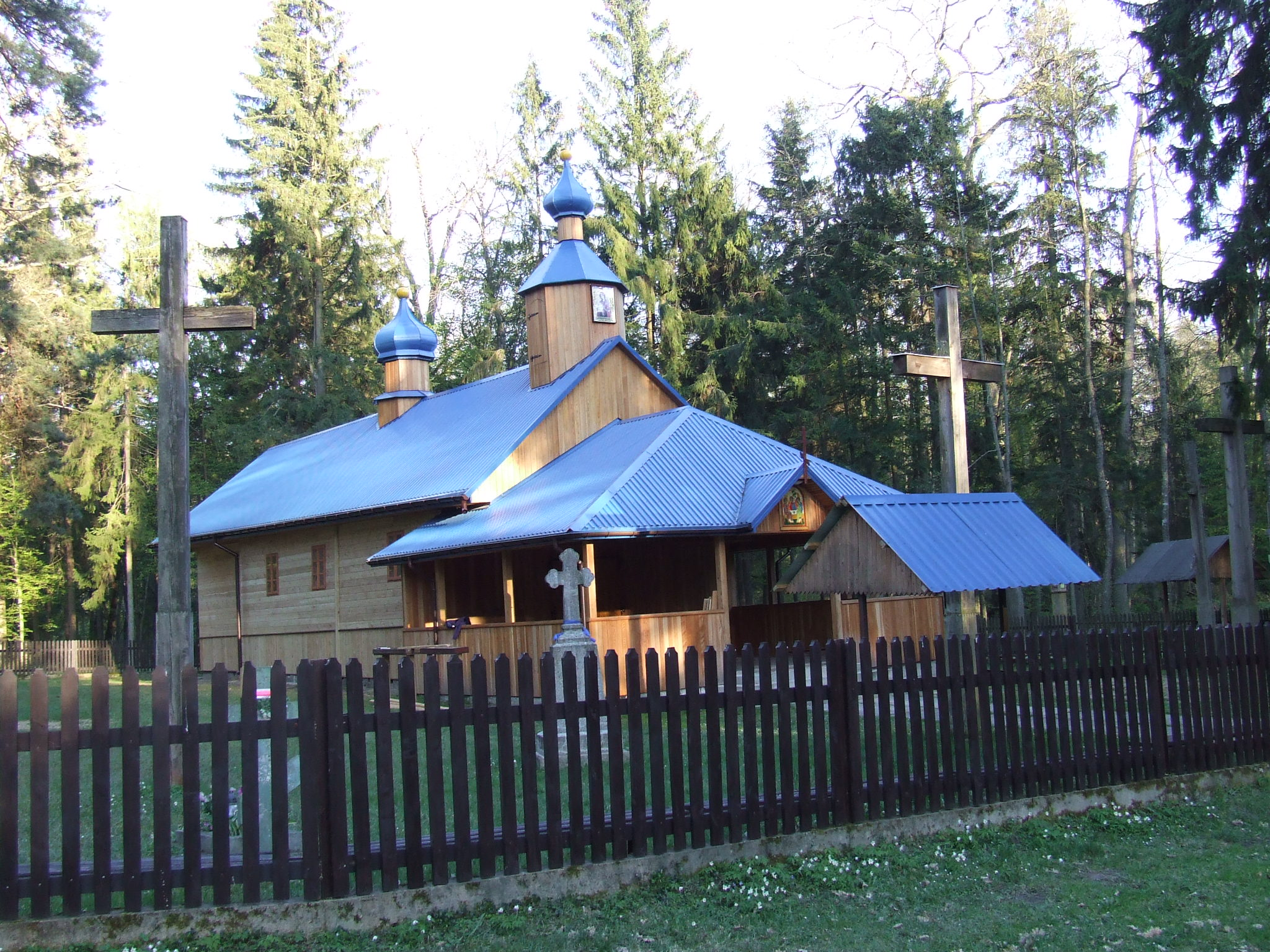
Cerkiew Świętych Braci Machabeuszy w Krynoczce
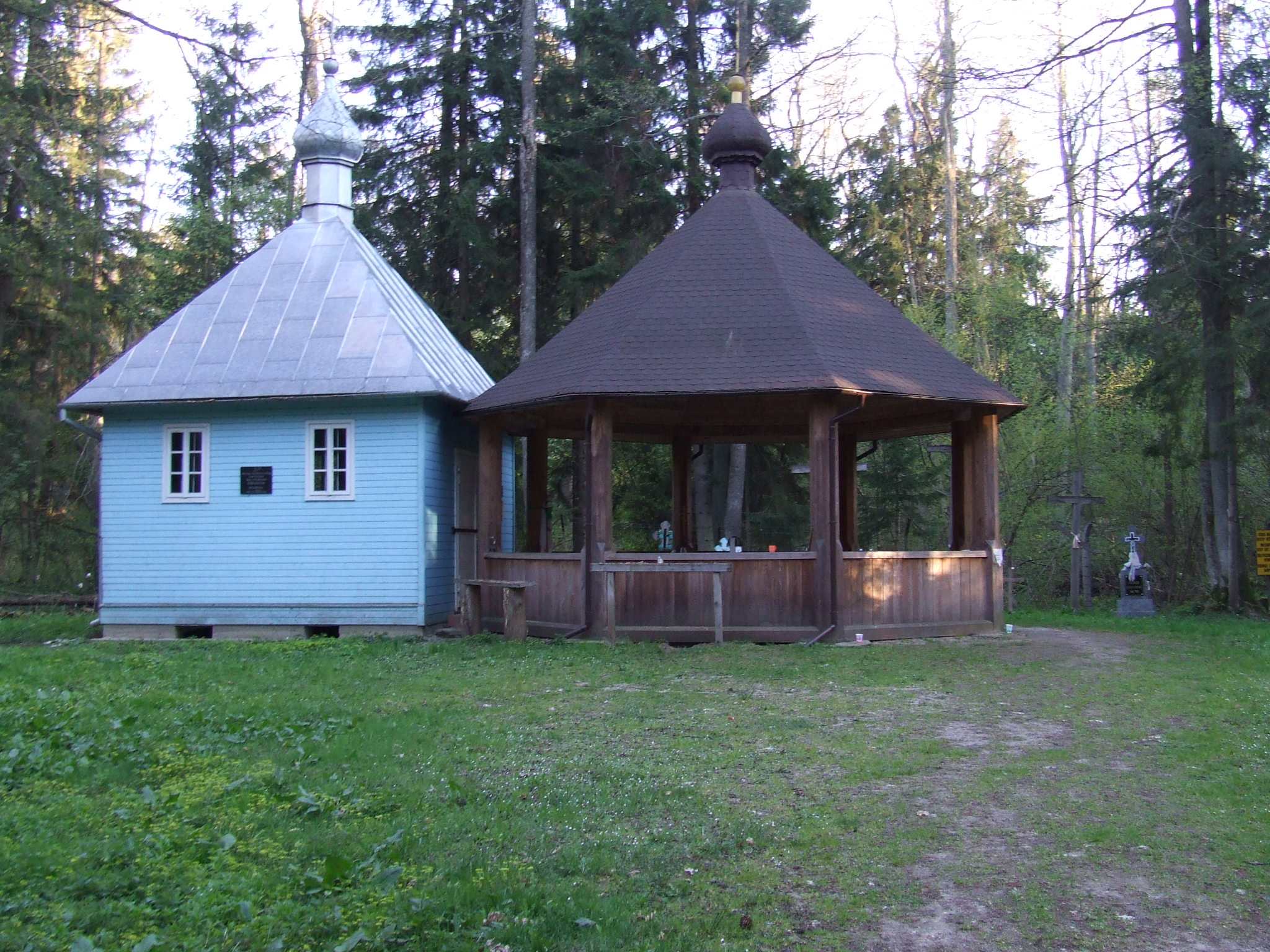
Krynoczka – kaplica przy źródełku